# رايفز (ميزوري)
رايفز (بالإنجليزية: Rives)‏ هي قرية في مقاطعة دونكلين في ولاية ميزوري في الأمريكية. بلغ عدد سكانها 63 نسمة حسب تعداد عام 2010.